# Marca-passo gástrico
O marca-passo gástrico consiste basicamente em um estimulador elétirco e seu funcionamento é relativamente simples. Seria uma nova alternativa de retenção da obesidade, embora tem-se uma redução menor no excesso de peso, cerca de 18%, quando comparado com um "bypass gástrico", este com uma perda de até 60% do excesso de peso. No caso, o marca-passo gástrico seria uma boa alternativa para as pessoas com um menor IMC, podendo ajudar hipertensos, diabéticos, etc.
O funcionamento, como já dito, é através de estimulação elétrica, tanto na motilidade gástrica quanto no centro da fome (cérebro). Estímulos estes que controlariam a fome. Deste modo, teria-se um maior controle na quantidade de ingestão (via "desejo") acarretando num emagrecimento.
A cirurgia para o implante do marca-passo gástrico é relativamente simples quando comparado com a redução do estomago. O implante pode ser feito através de videolaparoscopia fazendo 3 ou 4 pequenos furos. É uma boa alternativa para quem não quer e/ou não pode se submeter a uma redução de estômago.